# Régina Badet
Pour les articles homonymes, voir Badet.
Anne Régina Badet est une actrice et danseuse française, née le 9 octobre 1876 à Bordeaux (Gironde), ville où elle est morte le 26 octobre 1949. 
Elle fut une étoile de l'Opéra-Comique de Paris.

## Parcours

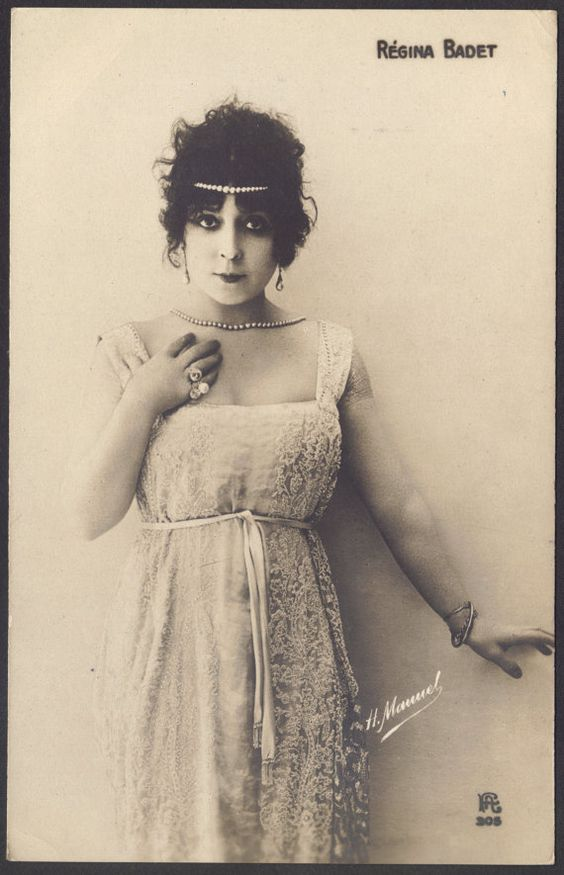
Regina par Henri Manuel

Régina Badet fait des débuts précoces au Grand Théâtre de Bordeaux où elle est première danseuse dès 1890, puis commence en 1900 une brillante carrière parisienne de comédienne et de danseuse. Elle est particulièrement remarquée en 1910 pour sa création sur scène du rôle de Conchita Perez dans La Femme et le Pantin de Pierre Louÿs et Pierre Frondaie. 
Elle est nommée danseuse étoile à l'Opéra Comique de Bordeaux.
Après une brève carrière au cinéma, elle abandonne définitivement la scène et l'écran au début des années 1920.

## Comédienne et danseuse

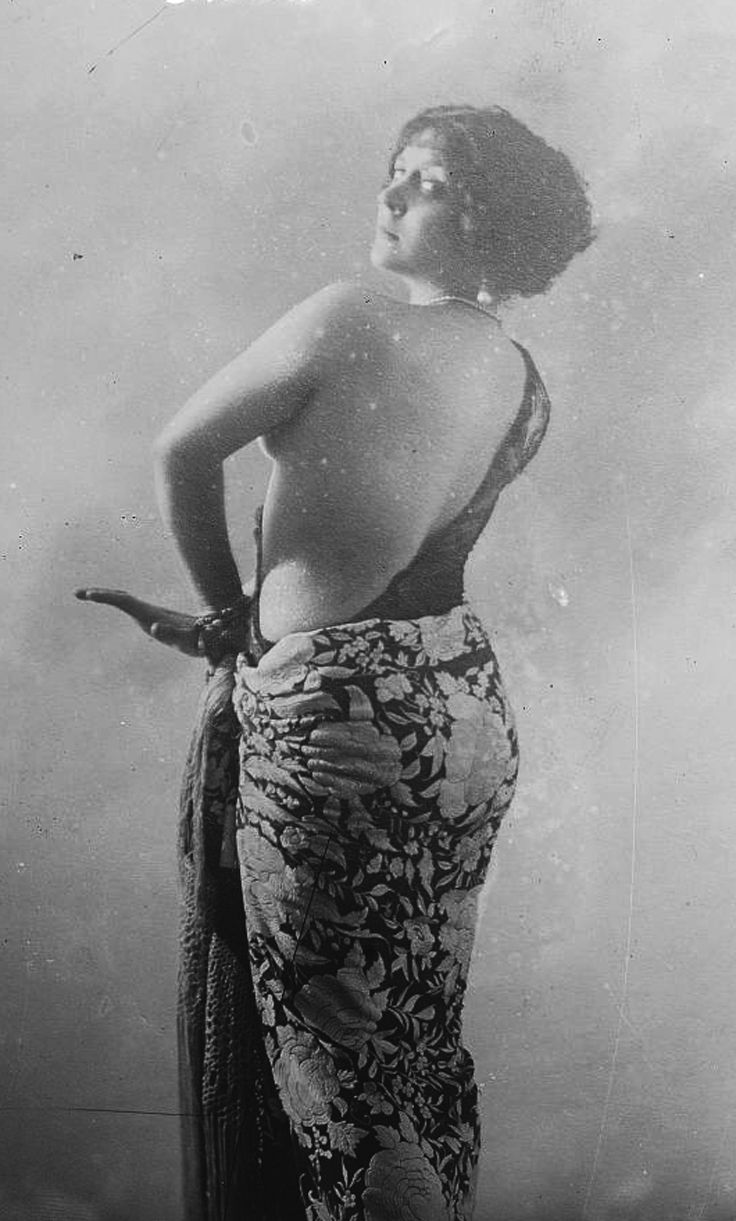
Régina Badet en 1913

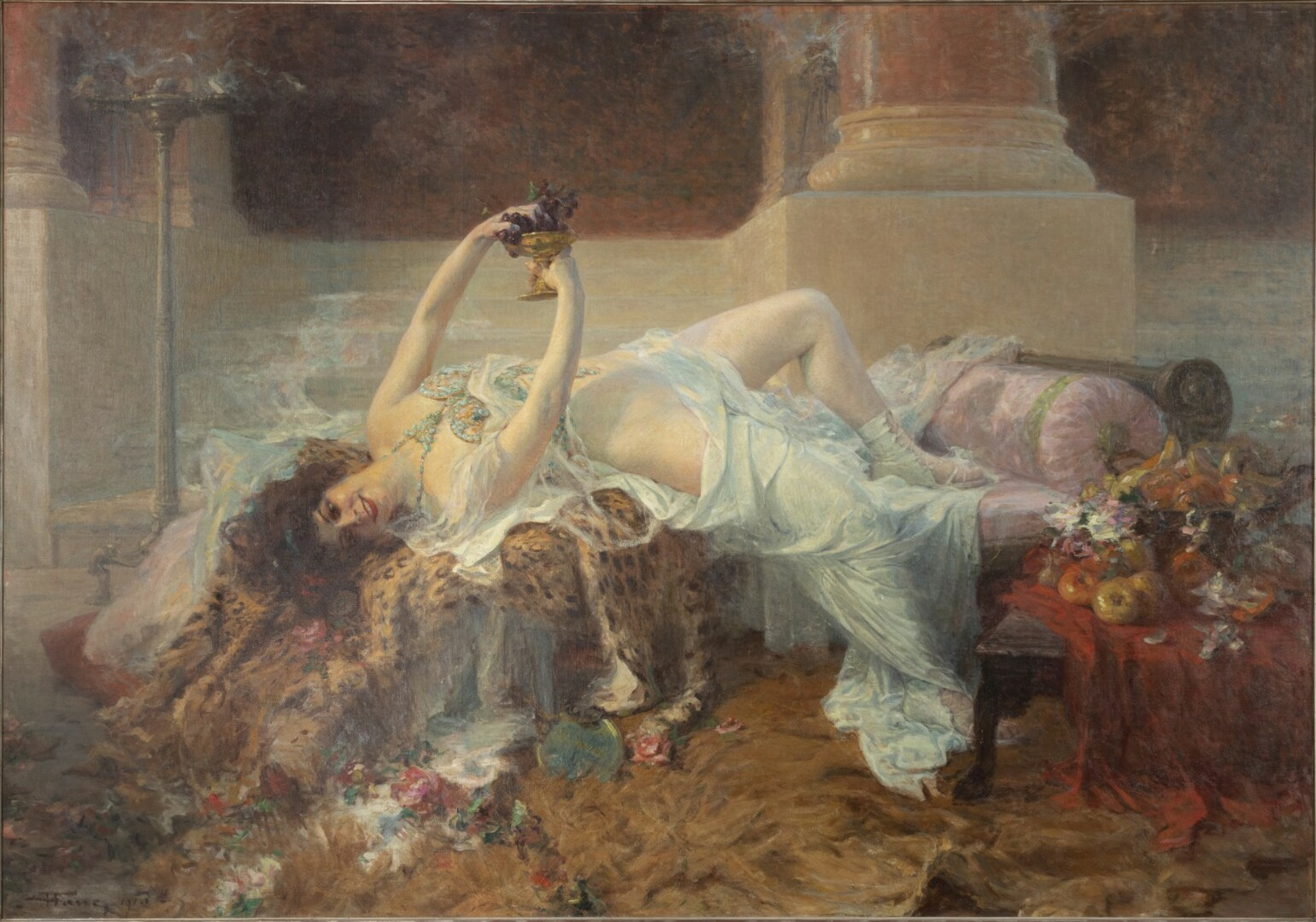
Régina Badet, tableau par Henri Farré, Salon des artistes 1910.

- 1905, Lakmé de Léo Delibes, Opéra-Comique
- 1906, Aphrodite de Camille Erlanger et Louis de Gramont d'après Pierre Louÿs, mise en scène Albert Carré, chorégraphie Mariquita, Opéra-Comique
- 1907, Ariane et Barbe-Bleue de Paul Dukas et Maurice Maeterlinck, mise en scène Albert Carré, chorégraphie Mariquita, Opéra-Comique
- 1909, Bacchus triomphant, pièce lyrique de Camille Erlanger et Henri Cain, chorégraphie Mariquita, Bordeaux[4]
- 1909, Le Mariage de Télémaque, comédie en cinq actes de Jules Lemaître, Maurice Donnay et Claude Terrasse, chorégraphie Mariquita, Opéra-Comique, avec Stacia Napierkowska
- 1910, La Femme et le Pantin de Pierre Louÿs et Pierre Frondaie, mise en scène Firmin Gémier, Théâtre Antoine
- 1910, Athanaïs de Jean Civieu et Marcel Lattès, Opéra-Comique
- 1912, Sapphô, opérette en 2 actes de Michel Carré, André Barde et Charles Cuvillier, Théâtre des Capucines
- 1914, La Grande Famille, pièce en 5 actes d'Alexandre Arquillière, mise en scène Firmin Gémier, Théâtre Antoine
- 1916, Un Mari dans du Coton, comédie-vaudeville en un acte de Lambert Thiboust, Concert Mayol
- 1917, Les Trois Sultanes de Charles-Simon Favart, Théâtre de l'Odéon
- 1920, Appassionata pièce en 4 actes de Pierre Frondaie, Théâtre de la Porte-Saint-Martin
- 1923, Le Venin de Pierre Pradier, Théâtre Albert 1er

## Filmographie
- 1908 : Le Secret de Myrto (réalisateur anonyme)
- 1909 : Le Retour d'Ulysse d'André Calmettes et Charles Le Bargy
- 1910 : Carmen d'André Calmettes
- 1912 : La Saltarella de Charles Burguet
- 1912 : Zoé a le cœur trop tendre (réalisateur anonyme)
- 1913 : Le Spectre du passé de Louis Mercanton et René Hervil
- 1914 : Vendetta de Louis Mercanton et René Hervil
- 1916 : Manuella de Louis Mercanton et René Hervil
- 1916 : Le Lotus d'or de Louis Mercanton
- 1919 : Sadounah de Louis Mercanton
- 1922 : Maître Évora de Gaston Roudès

## Le déshabillé de Madame Badet n'a rien d'excessif
« Le président de la Ligue contre la licence des rues avait attiré l'attention du parquet de la Seine sur le fait que plusieurs théâtres ou music-halls, exhibaient actuellement des femmes nues sur la scène, plainte qui ne visait point particulièrement le Théâtre Antoine et Mlle Régina Badet qui, dans La Femme et le Pantin, danse un pas suggestif.

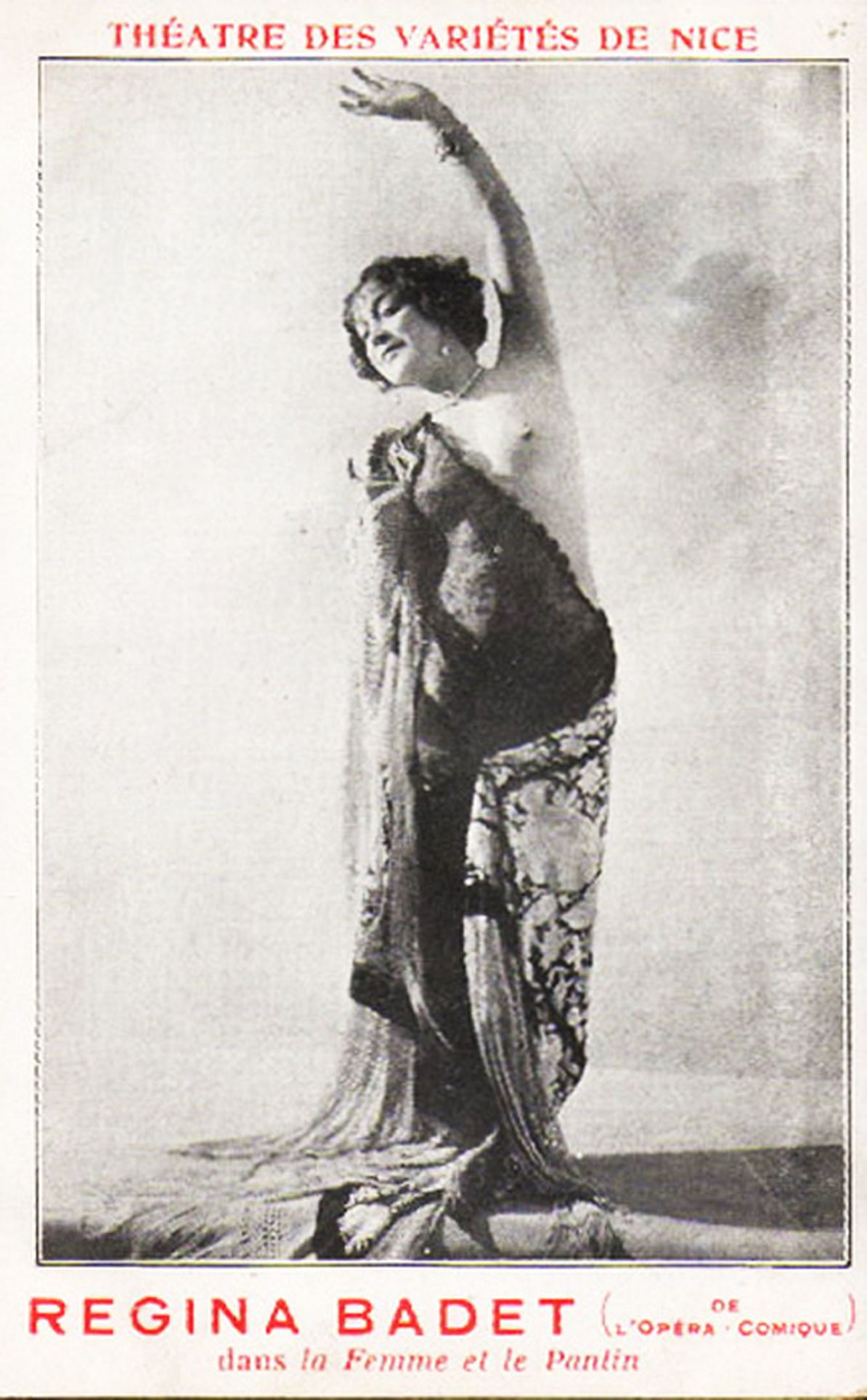
Régina Badet dans La Femme et le Pantin

M. Vallette, chef de la brigade mobile, se transporta la semaine dernière au théâtre Antoine et examina attentivement le costume et les attitudes de Mlle Régina Badet dans la pièce qui se joue actuellement. [...] M. Vallette, disons-le tout de suite, n'a pas trouvé du tout inconvenant - en eût-il en effet pu être autrement au théâtre que dirige M.Gémier ? - le déshabillé de Mlle Régina Badet.
Des pieds à la taille, un maillot impeccable dissimule suffisamment les formes de la gracieuse artiste. Le haut du corps est assurément voilé avec moins de modestie. Mais, s'empresse d'ajouter le constat, il n'y a là rien d'excessif, ainsi qu'en témoigne l'attitude du public qui, de toute la soirée, n'a pas fait entendre une protestation.
M. Vallette termine en remarquant très judicieusement que, dans la salle, nombre de spectatrices, qui, elles, n'ont point l'excuse de tenir un rôle d'art, font preuve d'autant de hardiesse que la charmante pensionnaire de M. Gémier, ce dont nul ne parait s'offusquer. »

— Le Petit Parisien, 28 décembre 1910